# Hacsimaki

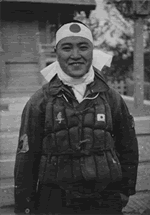
Kamikaze hacsimakival

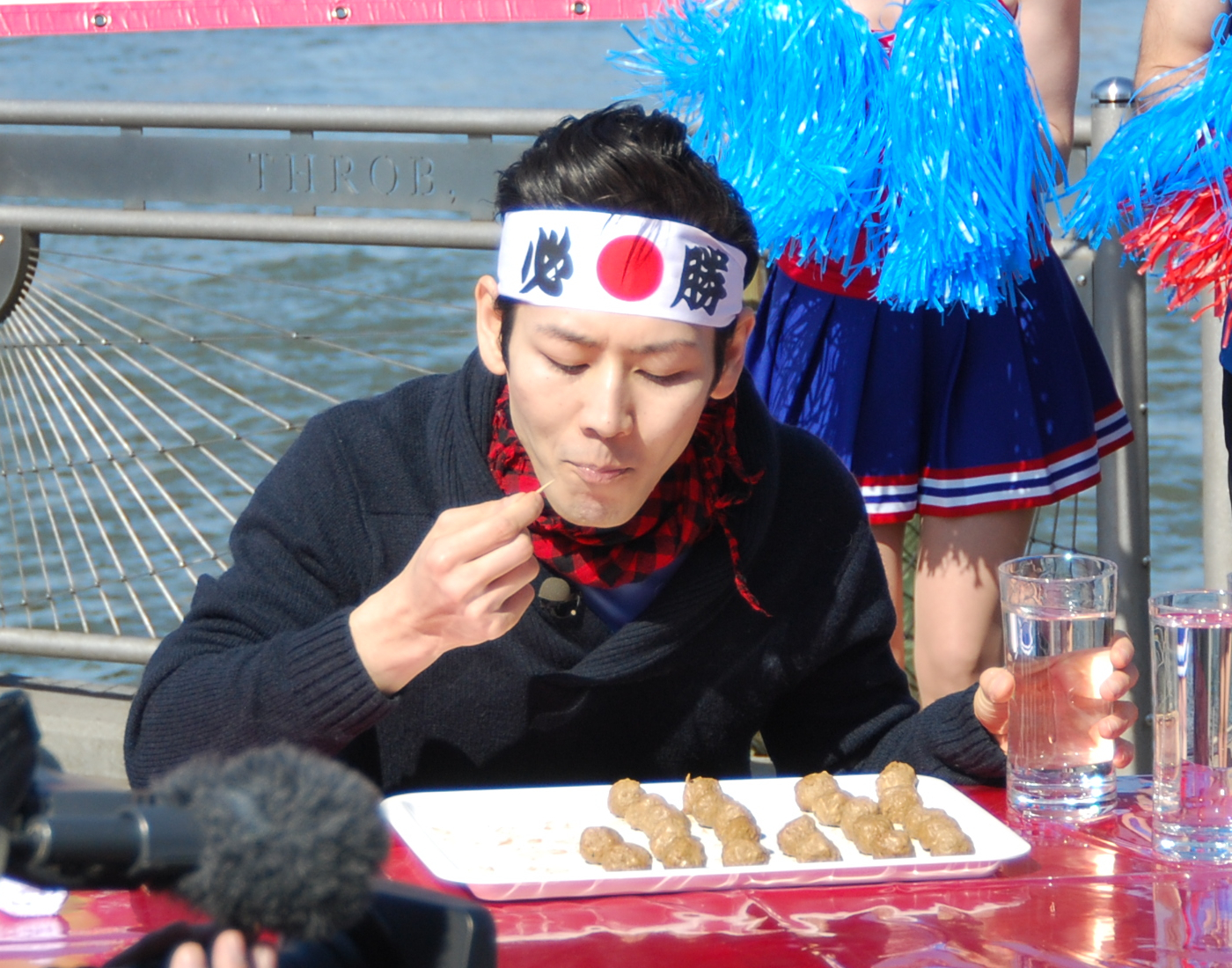
Takeru Kobajashi egy 2010-es verseny során hacsimakit visel

A hacsimaki (鉢巻, Hepburn-átírással: hachimaki) a homlokpánt japán neve. Noha az ókori Athén polgárőrei is viseltek hivatali jelvény gyanánt homlokpántot, meg ma is viselnek nyugati rögbisek, teniszezők, vadmotorosok, a Távol-Keleten japán „találmány”: korai kínai utazók is beszámolnak róla, de ősi hanivaleleteken is megtalálható az ábrázolása. Eredetileg sintó vallási szertartásokhoz, valamint csatához kötötték fel (a szamurájok ezzel mintegy „nekigyürkőztek”, „felövezték magukat”), azért, hogy erősítse a lelket, meg a végből is (gyerekek, betegek, szülő nők), hogy távol tartsa a rossz szellemeket. Ma nehéz fizikai munkát végzők éppúgy hordják (hogy a verejték ne csurogjon a szemükbe), mint ahogy az elsőül megadott okból valóságos szimbóluma lett a második világháborúban a kamikazéknak (a 16 sugarú vagy piros korong alakú haditengerészeti „felkelő nap zászlajának” mintájával), később pedig a tüntető diákoknak, olimpikonoknak stb.

## Legenda
Egy történet szerint a homlokpántot 1702-ben a legendás negyvenhét rónin vette fel először: Kira Josinaka háza elleni támadás előtt, hogy megbosszulják mesterük, daimjó Aszano Naganori halálát. Fehér karszalagot viseltek, hogy megkülönböztessék egymást az éjszakai támadás során.